# Jhuma Khatun
Jhuma Khatun (* 28. August 1988) ist eine indische Leichtathletin, die im Mittel- und Langstreckenlauf an den Start geht.

## Sportliche Laufbahn
Erste internationale Erfahrungen sammelte Jhuma Khatun im Jahr 2005, als sie bei den Jugendweltmeisterschaften in Marrakesch im 800-Meter-Lauf mit 2:10,42 min im Halbfinale ausschied. Im Jahr darauf gewann sie bei den Juniorenasienmeisterschaften in Macau in 2:09,95 min die Bronzemedaille und belegte im 1500-Meter-Lauf in 4:38,42 min den fünften Platz. Über 800 Meter qualifizierte sie sich damit für die Juniorenweltmeisterschaften in Peking und schied dort mit 2:12,31 min in der ersten Runde aus. 2009 erreichte sie bei den Asienmeisterschaften in Guangzhou in 17:13,10 min Rang sieben im 5000-Meter-Lauf und im Jahr darauf wurde sie bei den Commonwealth Games in Neu-Delhi in 4:14,95 min Zwölfte, ehe sie bei den Asienspielen in Guangzhou nach 4:13,46 min auf Rang fünf einlief. 2011 wurde sie bei den Asienmeisterschaften in Kōbe über 1500 Meter disqualifiziert, gewann dafür aber mit der indischen 4-mal-400-Meter-Staffel in 3:44,17 min die Silbermedaille hinter dem Team aus Japan. Zwei Jahre später belegte sie dann bei den Asienmeisterschaften in Pune in 4:22,52 min den sechsten Platz über 1500 Meter. 2018 gab sie einen positiven Dopingtest ab und wurde daraufhin gesperrt.

## Persönliche Bestzeiten
- 800 Meter: 2:07,72 min, 11. Mai 2007 in Kalkutta
- 1500 Meter: 4:12,30 min, 7. Oktober 2010 in Neu-Delhi
- 5000 Meter: 16:19,08 min, 1. Mai 2010 in Ranchi